# Karl Friedrich Kretschmann

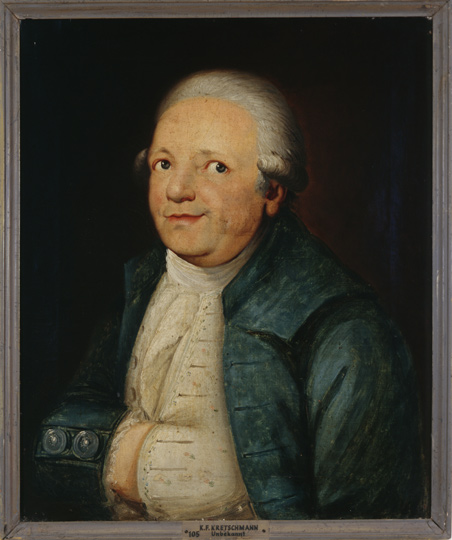
Karl Friedrich Kretschmann (Pseudonym: Der Barde Ringulph), 1789, Gleimhaus Halberstadt

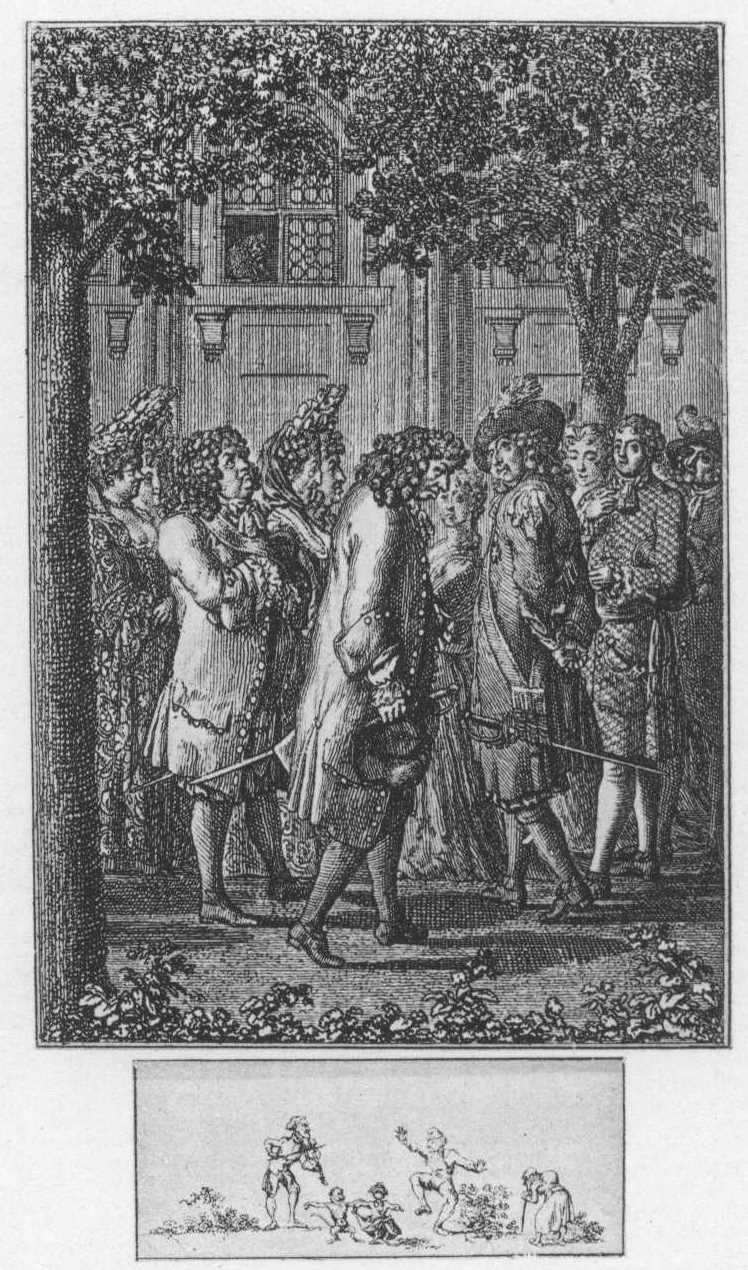
Titelkupfer zu „Scarron am Fenster“, von Daniel Chodowiecki

Karl Friedrich Kretschmann, auch: der Barde Rhingulph; (* 4. Dezember 1738 in Zittau; † 15. Januar (oder 16.) 1809 ebenda) war ein deutscher Lyriker, Lustspielautor und Erzähler.

## Leben
Der Sohn des Juristen Johann Gottfried Kretschmann (* 19. Oktober 1694 in Zittau; † 19. Januar 1760) besuchte das Reformgymnasium seiner Heimatstadt. Am 9. Mai 1757 nahm er an der Universität Wittenberg das Studium der Rechtswissenschaften auf, das er 1762 mit der Promotion abschloss. In seiner Geburtsstadt wurde er 1764 Oberamtsadvokat und 1774 Gerichtsaktuarist. Krankheitshalber wurde er 1797 in den Ruhestand versetzt. Er heiratete 1764 eine Tochter des Rektors Gerlach in Zittau, welche aber schon einige Monate nach der Hochzeit starb. 1774 heiratet er erneut.

## Wirken
Bereits in Wittenberg war er 1759 Mitglied der deutschen Gesellschaft geworden und veröffentlichte anonym dramatische Bearbeitungen und Übersetzungen. Später folgten Lustspiele. Literarischen Ruhm hat er sich als Dichter zeittypischer und anachronistischer Lyrik erworben und wendete sich dem historischen mystifizierenden Bardengesang zu. Gemeinsam mit Friedrich Gottlieb Klopstock bearbeitete er den Stoff der Varusschlacht, wobei er die Vermittlung der spezifisch „deutschen Mythologie“ in einer aktionsreichen episch-lyrischen Mischform interpretierte. Zudem verfasste er verschiedene Einzelveröffentlichungen in Zeitschriften und Jahrbüchern.

## Werkauswahl
- Fünf ausgesuchte Lustspiele aus dem Theatre italien des Gherardi, Berlin 1762
- Die Familie des Antiquenkrämers, Zittau 1767
- Sammlung komischer, lyrischer und epigrammatischer Gedichte, Leipzig 1764
- Der Gesang Rhingulphs des Barden, Leipzig 1769
- Von den Sitten der alten Deutschen. Aus dem Latein des Cornelius Tacitus, Leipzig 1779
- Kleine Romane und Erzählungen, Leipzig 1799–1800, 2 Bd.
- Sämtliche Werke, Leipzig 1784–1805 7 Bd., Nachdruck Bd. 1–5 Karlsruhe 1785–90